# Татуиране (филм)
„Татуиране“ (на македонска литературна норма: „Тетовирање“) е филм от Република Македония от 1991 година, драма на режисьора Столе Попов по сценарий на Мирко Ковач.
Главните роли се изпълняват от Александър Чамински, Данчо Чевревски, Йовица Михайловски, Кирил Попхристов, Лиляна Мегеши, Мето Йовановски, Столе Арангелович, Светозар Цветкович, Зоран Цвиянович, а второстепенните от Александър Шехтански, Атила Клинче, Благой Чоревски, Георги Йолевски, Кирил Ристоски, Милица Стоянова, Младен Кръстевски, Мустафа Яшар, Петър Арсовски, Предраг Павловски, Сабина Айрула-Тозия, Самоил Дуковски, Шишман Ангеловски, Стево Спасовски, Владимир Ячев, Заим Музаферия.